# Yolmar Gudiño
Yolmar José Gudiño Paradas (Venezuela, 21 de abril de 1976) es un político venezolano, quien fue parte de la Asamblea Nacional Constituyente convocada en 2017 y diputado a la Asamblea Nacional entre 2015 y 2024 por el Partido Socialista Unido de Venezuela (PSUV).

## Carrera

### Misión Ribas
Yolmar Gudiño fue coordinador de la Misión Ribas en Trujillo.

### Diputado en la IV Legislatura de la AN
Siendo aún coordinador de la Misión Ribas, Gudiño se lanzó como candidato a diputado. Durante su campaña no aclaró quién pagaba su publicidad, lo que fue denunciado como ilegal por el medio Analítica.
Ganó las elecciones, siendo nombrado diputado a la Asamblea Nacional para el período 2015-2020 por Trujillo. Entre enero y mayo de 2017, sus asistencias a la Asamblea Nacional fueron de un 12%, según la ONG Transparencia Venezuela. Después de eso dejó de asistir a la Asamblea hasta 2019, lo mismo que los demás diputados del PSUV, por disputas con la oposición tras la instalación de la Asamblea Nacional Constituyente (ANC).  En 2019 la Mesa de la Unidad Democrática denunció su reincorporación como ilegal. Henry Ramos Allup citó el artículo 191 de la Carta Magna de 1999, que establece que quienes opten a cargos públicos pierden su cargo.

### Miembro de la ANC
Fue electo como constituyentista de la ANC convocada en 2017 por Nicolás Maduro, que duró hasta 2020.

### Diputado en la V Legislatura de la AN y destitución
En 2020 volvió a presentarse en las elecciones parlamentarias, resultando reelecto por Trujillo para el período 2020-2025.
Fue destituido en 2024 luego de que Pedro Carreño abriera una investigación interna en el PSUV después de que hiriera de un balazo a su pareja en un vehículo durante una presunta discusión. Se informó que también sería suspendido de la nómina de Corpoelec, y que era reemplazado por Ledy Torres, su suplente.

### Detención
Actualmente Gudiño está detenido en Boconó y siendo investigado tras haber herido a su pareja de un disparo.